# بين وايت (لاعب اتحاد الرغبي)
بين وايت (بالإنجليزية: Ben White)‏ هو لاعب اتحاد الرغبي أسترالي، ولد في 23 نوفمبر 1983 في غوسفورد في أستراليا.